# CNBlue
CNBlue (кор. 씨엔블루, яп. シーエヌブルー) — південнокорейський інструментальний бой-бенд, інді-рок гурт складається з трьох учасників — Чон Йонхва, Кан Мінхьока та Лі Джоншина. Гурт дебютував 19 квітня 2009 року з японським мініальбомом Now or Never, 14 січня 2010 року з корейським синглом «I'm a Loner».

## Назва
Назва гурту: CNBlue — розшифровується як CN — Code Name (кодове ім'я), а інші чотири літери є ініціалами творчих псевдонімів учасників:
- «Burning» (Гарячий) — JongHyun / ДжонХьон
- «Lovely» (Прекрасний) — MinHyuk / МінХьок
- «Untouchable» (Незрівнянний) — JungShin / ДжонШін
- «Emotional» (Емоційний) — YongHwa / ЙонХва

## Учасники
| Справжнє ім'я | Справжнє ім'я | Справжнє ім'я | Дата народженя            | Позиція у гурті та інструмент |
| Українською   | Латиницею     | Хангилем      | Дата народженя            | Позиція у гурті та інструмент |
| ------------- | ------------- | ------------- | ------------------------- | ----------------------------- |
| Чон Йонхва    | Jung Yonghwa  | 정용화        | 22 червня 1989 (35 років) | гітара, вокал, реп            |
| Лі Джонхьон   | Lee Jonghyun  | 이종현        | 15 травня 1990 (34 роки)  | гітара, вокал                 |
| Кан Мінхьок   | Kang Minhyuk  | 강민혁        | 28 червня 1991 (33 роки)  | ударні                        |
| Лі Джоншин    | Lee Jungshin  | 이정신        | 15 вересня 1991 (33 роки) | бас-гітара, реп               |

## Дискографія

### Корейські альбоми
- First Step (2011)
- 2gether (2015)

### Японські альбоми
- Thank U (2010)
- 392 (2011)
- Code Name Blue (2012)
- What Turns You On? (2013)
- Wave (2014)
- Colors (2015)
- Euphoria (2016)
- Stay Gold (2017)

## Фільмографія

### ТВ шоу
| Назва                           | Рік       | Мережа | Нотатки     | Прим. |
| ------------------------------- | --------- | ------ | ----------- | ----- |
| Making the Artist: CNBLUE       | 2010      | GomTV  | Реаліті-шоу | [ 2 ] |
| CNBLUETORY                      | 2010      | Mnet   | Реаліті-шоу | [ 3 ] |
| CNBLUE's Love on Party          | 2012      | O'live | Реаліті-шоу | [ 4 ] |
| Cheongdam-dong 111              | 2013–2014 | tvN    | Реаліті-шоу | [ 5 ] |
| Can't Stop                      | 2014      | SBS    | Камбек шоу  | [ 6 ] |
| Secret Tour: Don't Call My Name | 2020      | tvN    | Реаліті-шоу | [ 7 ] |

### Фільми
| Назва                           | Рік  | Роль              | Нотатки              | Прим. |
| ------------------------------- | ---- | ----------------- | -------------------- | ----- |
| The Story of CNBLUE: Never Stop | 2014 | Грають самих себе | Документальний фільм | [ 8 ] |

## Відеографія
- CNBlue — I'm A Loner
- CNBlue — Love
- CNBlue — First Step ~Intuition~
- CNBlue — Love girl
- CNBlue — In My Heard
- CNBlue — Where you are
- CNBlue — Still In Love
- CNBlue — Hey You
- CNBlue — Come on
- CNBlue — FRIDAY
- CNBlue — Time is over
- CNBlue — Robot
- CNBlue — I'm Sorry
- CNBlue — Blind Love
- CNBlue — Lady
- CNBlue — One More Time
- CNBlue — Feel Good [RECLAME]
- CNBlue — Can't Stop
- CNBlue — Truth
- CNBlue — Still

## LIVE-відео
- CNBlue — Never too late [LIVE]
- CNBlue — A.ri.ga.tou. [LIVE]
- CNBlue — One time [LIVE]
- CNBlue & FTIsland [LIVE]